# Havilah (альбом)
| Совокупная оценка | Совокупная оценка |
| Источник          | Оценка            |
| ----------------- | ----------------- |
| AnyDecentMusic?   | 7.4/10            |
| Metacritic        | 77/100            |
| Оценки критиков   |                   |
| Источник          | Оценка            |
| AllMusic          | [ 3 ]             |
| The Guardian      | [ 4 ]             |
| Mojo              | [ 5 ]             |
| Mondosonoro       | 8/10              |
| NME               | [ 7 ]             |
| Ox-Fanzine        | [ 8 ]             |
| Pitchfork         | 7.7/10            |
| PopMatters        | [ 10 ]            |
| Q                 | [ 11 ]            |
| Tiny Mix Tapes    | [ 12 ]            |

Havilah — четвёртый студийный альбом австралийской рок-группы The Drones. Он был выпущен в сентябре 2008 года лейблами ATP Recordings и MGM Distribution. Альбом был спродюсирован группой совместно с Бёрком Ридом и выпущен в феврале 2009 года для рынков Великобритании и США. Название альбома отсылает к одноимённому библейскому городу — «месту в стиле Шангри-Ла, изобилующему золотом», — и долине в 20 километрах (12 милях) от Миртлфорда, где они записывались.
На премии J Awards 2008 года альбом был номинирован на премию «Австралийский альбом года». В 2011 году по мнению современников группы и «экспертов индустрии», он занял 38-е место в списке лучших австралийских альбомов всех времён.

## Релиз
Первый сингл с альбома, «The Minotaur», был выпущен до выхода альбома в июле 2008 года. Havilah дебютировал на 47-м месте в чарте альбомов ARIA Albums Chart

## Отзывы
Альбом получил положительные отзывы музыкальной критики и интернет-изданий. На Metacritic альбом имеет рейтинг «мета-оценки» 77 баллов из 100, основанный на 15 рецензиях, что подразумевает «в целом благоприятный» приём критиков, в то время как на сайте-агрегаторе рецензий AnyDecentMusic? его рейтинг составляет 7,4 из 10, основанный на 11 рецензиях.
Том Хьюз из The Guardian назвал его «выдающейся пластинкой, из которой можно извлечь бесконечное количество удовольствий и страданий», назвав Лиддьярда «одним из немногих рок-лириков, на которых стоит обратить внимание», добавив, что «он вокалист, как никто другой, […] его мелодический слух никогда не был лучше, чем здесь». Tiny Mix Tapes назвал альбом «более скромной [sic] хорошей музыкой в то время, когда рок-музыка больше похожа на скромную, уже сделанную музыку», сетуя на их недостаточную популярность и добавляя, что их «звучание — это то, что вам нужно прямо сейчас, и оно создано, чтобы продлиться и дальше». Дэн Дрейпер из PopMatters написал, что альбом представляет группу «старше, ожесточённее и лучше, чем когда-либо», назвав Лиддьярда «одним из тех поэтов, чьи слова имеют вес поэзии». Нед Рэггетт из AllMusic оценил альбом на четыре из пяти звёзд и объяснил: «[они] стали немного более отточенными и сосредоточенными со временем, но это не в ущерб созданию захватывающей музыки — напротив, [этот альбом] ещё яснее позиционирует группу как одну из лучших рок-групп Австралии за всю историю». Джо Колли из Pitchfork пишет: «Они традиционны в том же ключе, что и Black Lips — простая инструментальная часть, здоровый кивок в прошлое — но умудряются избегать ловушек ревизионизма благодаря необычному сочетанию грубой силы, мрачного содержания текстов и характерного кошачьего вопля вокалиста Гарета Лиддьярда. (Чувак может впечатляюще переходить от лая к визгу до рёва на одном дыхании.) […Прослушивание альбома] похоже на просмотр мощного, но тревожного фильма».
Более смешанные отзывы пришли от журнала Q, который написал, что альбом «слишком во многом обязан австралийцам Нику Кейву и покойному Дэвиду МакКомбу из The Triffids, даже если это не плохое место для начала». Журнал Prefix описал его как «плотный блюз-рок», который «делает его непрозрачным и непроницаемым для прослушивания», порицая их предполагаемое отсутствие инноваций (по сравнению с такими артистами, как группы Women и Abe Vigoda) и их неспособность «барахтаться в тех же великолепно мрачных низменностях, как, скажем, 11:11 группы Come Eleven:Eleven или On the Beach Нила Янга», сравнивая музыку со «среднеуровневым депресс-роком, который The Smashing Pumpkins впаривают с перерывами большую часть двух десятилетий» и критикуя тексты песен Лиддьярда, как "слишком часто невдохновлённые и, кажется, вырванные из блокнота, полного юношеских воспоминаний, который следовало бы засунуть в заднюю часть надёжно закрытого «шкаф», несмотря на то, что он местами «остроумен».

### Награды и номинации
Havilah был одним из 12 номинантов на премию J Awards 2008 года в категории «Альбом года». Он также был номинирован на Австралийскую музыкальную премию 2008 года (проиграв альбому Primary Colours группы Eddy Current Suppression Ring), что сделало его третьей номинацией группы на эту премию с момента её учреждения в 2005 году.

### Итоговые списки
| Публикация   | Страна         | Год  | Список                                    | Ранг |
| ------------ | -------------- | ---- | ----------------------------------------- | ---- |
| The Age      | Австралия      | 2008 | The year that was (Craig Mathieson)       | 1    |
| Inpress      | Австралия      | 2008 | Top 10 Albums of 2008                     | 4    |
| The Guardian | Великобритания | 2009 | Critics' poll 2009                        | 42   |
| Triple J     | Австралия      | 2011 | Hottest 100 Australian Albums of all Time | 38   |

## Список композиций
Слова и музыка всех песен — Gareth Liddiard, Mike Noga, Dan Luscombe и Fiona Kitschin, кроме указанных..
| №   | Название                                           | Длительность |
| --- | -------------------------------------------------- | ------------ |
| 1.  | «Nail It Down»                                     | 6:53         |
| 2.  | «The Minotaur»                                     | 3:25         |
| 3.  | «The Drifting Housewife»                           | 4:01         |
| 4.  | «I Am the Supercargo» (Liddiard, Luscombe)         | 6:20         |
| 5.  | «Careful as You Go» (Liddiard, Luscombe, Kitschin) | 5:02         |
| 6.  | «Oh My»                                            | 4:43         |
| 7.  | «Cold and Sober» (Liddiard)                        | 5:05         |
| 8.  | «Luck in Odd Numbers»                              | 8:36         |
| 9.  | «Penumbra» (Liddiard)                              | 3:53         |
| 10. | «Your Acting's Like the End of the World»          | 5:21         |

## Чарты
| Чарт (2008)                   | Высшая позиция |
| ----------------------------- | -------------- |
| Австралия (ARIA Albums Chart) | 47             |